# U-68 (1940)
U-68 – niemiecki okręt podwodny (U-Boot) typu IX C z okresu II wojny światowej. Okręt wszedł do służby w 1941.
Jeden z najbardziej skutecznych U-bootów; w ciągu trzech lat służby zatopił 33 jednostek o łącznej pojemności 197 998 BRT.
Był uczestnikiem jednej z najbardziej spektakularnych akcji ratunkowych podczas II wojny światowej.

## Historia
Okręt został wcielony do 2 flotylli celem zgrania załogi i treningu (udział w patrolu od 11 lutego 1941 do 31 maja 1941). W okresie od 11 lutego 1941 do 21 stycznia 1943 dowódcą okrętu był Karl-Friedrich Merten.
W tym czasie okręt wziął udział w pięciu patrolach podczas których zatopił łącznie 27 jednostek o pojemności 170 151 BRT.
Od 21 lutego 1943 do 16 czerwca kwietnia 1943 oraz od 30 lipca 1943 do 10 kwietnia 1944 dowódcą okrętu był Albert Lauzemis.
W tym okresie U-68 brał udział w pięciu patrolach, podczas których zatopił 6 jednostek o łącznej pojemności 27 847 BRT.
W dniu 1 grudnia 1941 U-68 wraz z U-A zostały zaskoczone podczas pobierania paliwa z niemieckiego statku zaopatrzeniowego „Python" przez brytyjski ciężki krążownik HMS „Dorsetshire".
Oba okręty podwodne zdążyły się zanurzyć i próbowały (bezskutecznie) zaatakować krążownik. Po odpłynięciu krążownika oba okręty podwodne udział w ratowaniu rozbitków z zatopionego zaopatrzeniowca (414 osób).
Każdy z U-Bootów wziął na pokład po 105 marynarzy, pozostałych rozbitków zgromadzono w 10 łodziach ratunkowych, które holowano do odległej o prawie 5000 mil Francji.
W dniu 3 grudnia 1941 do akcji ratunkowej włączył się U-129 a 5 grudnia 1941 dołączył U-124, które podjęły część rozbitków na swoje pokłady. Między 14 a 18 grudnia do armady dołączyły 4 włoskie okręty podwodne, które dostarczyły zaopatrzenie U-Bootom i przejęły pozostałych rozbitków. U-68 dopłynął do bazy w dniu 24 grudnia 1941. Akcja ratownicza zakończyła się wielkim sukcesem – nie zginął żaden z 414 rozbitków.
Okręt został zatopiony przez samoloty bazujące na lotniskowcu „Guadalcanal" w dniu 10 kwietnia 1944 na zachód od Madery. Z 59 członków załogi tylko jeden został uratowany.

## Zatopione jednostki
| Data                 | Nazwa                   | BRT    | Bandera           |
| -------------------- | ----------------------- | ------ | ----------------- |
| 22 września 1941     | Silverbelle             | 5 302  | Wielka Brytania   |
| 22 października 1941 | Darkdale                | 8 145  | Wielka Brytania   |
| 28 października 1941 | Hazelside               | 5 297  | Wielka Brytania   |
| 1 listopada 1941     | Bradford City           | 4 953  | Wielka Brytania   |
| 3 marca 1942         | Helenus                 | 7 366  | Wielka Brytania   |
| 8 marca 1942         | Baluchistan             | 6 992  | Wielka Brytania   |
| 16 marca 1942        | Baron Newlands          | 3 386  | Wielka Brytania   |
| 17 marca 1942        | Ile de Batz             | 5 755  | Wielka Brytania   |
| 17 marca 1942        | Scottish Prince         | 4 917  | Wielka Brytania   |
| 17 marca 1942        | Allende                 | 5 081  | Wielka Brytania   |
| 30 marca 1942        | Muncaster Castle        | 5 853  | Wielka Brytania   |
| 5 czerwca 1942       | L.J.Drake               | 6 693  | Wielka Brytania   |
| 6 czerwca 1942       | C.O.Stillman            | 13 006 | Panama            |
| 10 czerwca 1942      | Surrey                  | 8 581  | Wielka Brytania   |
| 10 czerwca 1942      | Ardenvohr               | 5 025  | Wielka Brytania   |
| 10 czerwca 1942      | Port Montreal           | 5 882  | Wielka Brytania   |
| 15 czerwca 1942      | Frimaire                | 9 242  | Francja           |
| 23 czerwca 1942      | Arriaga                 | 2 345  | Panama            |
| 12 września 1942     | Trevilley               | 5 296  | Wielka Brytania   |
| 15 września 1942     | Breedijk                | 6 861  | Holandia          |
| 8 października 1942  | Koumoundouros           | 3 598  | Grecja            |
| 8 października 1942  | Gaasterkerk             | 8 679  | Holandia          |
| 8 października 1942  | Swiftsure               | 8 207  | Stany Zjednoczone |
| 8 października 1942  | Sarthe                  | 5 271  | Wielka Brytania   |
| 9 października 1942  | Exmelia                 | 4 981  | Stany Zjednoczone |
| 9 października 1942  | Belgian Fighter         | 5 403  | Belgia            |
| 6 listopada 1942     | City of Cairo           | 8 034  | Wielka Brytania   |
| 13 marca 1943        | Cities Service Missouri | 7 506  | Stany Zjednoczone |
| 13 marca 1943        | Ceres                   | 2 680  | Holandia          |
| 21 października 1943 | HMS Orfasy (T-204)      | 545    | Wielka Brytania   |
| 22 października 1943 | Litiopa                 | 5 356  | Norwegia          |
| 31 października 1943 | New Columbia            | 6 574  | Wielka Brytania   |
| 30 listopada 1943    | Fort de Vaux            | 5 186  | Francja           |